# Selvaggio (DC Comics)
Selvaggio (Savage), il cui vero nome è Roy Pittsburgh è un personaggio dei fumetti creato per DC Comics.

## Biografia del personaggio
Roy Pittsburgh nacque in un piccolo quartiere di periferia. Sua madre lo abbandonò quando era ancora piccolo e lui andò a vivere in Pennsylvania, dallo zio, Brock Pittsburgh il boss più potente della zona. Quando lo zio venne ucciso da Tobias Whale, venne affidato a un orfanotrofio. Uscto da lì, cominciò a covare vendetta nei confronti di Whale. Andò da Lex Luthor per cercare lavoro e Luthor lo assunse. Pittsburgh lo informò della sua vendetta personale nei confronti del Caronte, non . Luthor allora gli iniettò un siero simile a quello di Deathstroke, aggiungendoci segretamente il DNA di Grodd. Il siero funzionò, dandogli forza e agilità sovrumane ma ebbe un piccolo effetto collaterale: il suo aspetto cambiò radicalmente; gli crebbe il pelo,di colore grigiastro e spuntarono zanne e artigli. Adirato per questo, Pittsburgh ferì gravemente Luthor e se ne andò, prendendo il nome di Selvaggio.

## Poteri e abilità
Dopo l'iniezione del siero, ha acquisito forza e agilità sovrumane, tali da misurarsi con personaggi del calibro di Superman e Atrocitus. Il suo pelo, essendo molto spesso, è molto resistente., infatti è rimasto illeso dopo un attacco da parte dei raggi omega di Darkseid.